# Дубки (Талдомский городской округ)
Дубки — деревня в Талдомском районе Московской области Российской Федерации, в составе сельского поселения Гуслевское. Деревня располагается вдоль дороги Р112 в 5 км от центра сельского поселения Новогуслево в сторону Талдома. Население — 63 чел. (2010).

## История
Помещичья деревня, получила название от фамилии владельца — Садилова.
В 1862 году 22 двора, 170 жителей.
В 1895 году 208 жителей.
В 1905 году 30 дворов, 243 жителя.
В 1972 году возле деревни горели леса и торфянники. Пожар угрожал деревне.
В советские времена в деревне располагался детский сад. Планировалось развитие территории для нужд совхоза «Комсомольский», а именно строительство 14 коттеджей и открытие фермы.

## Население
| 1859 | 1905 | 1926 | 2002 | 2006 | 2010 |
| ---- | ---- | ---- | ---- | ---- | ---- |
| 170  | ↗243 | ↘211 | ↘67  | ↗72  | ↘63  |